# Malaxis tamurensis
Malaxis tamurensis är en orkidéart som beskrevs av Takasi Tuyama. Malaxis tamurensis ingår i släktet knottblomstersläktet, och familjen orkidéer. Inga underarter finns listade i Catalogue of Life.